# Sergei Gennadjewitsch Wicharew
Sergei Wicharew (auch: Sergei Vikharev; russisch: Сергей Вихарев; * 15. Februar 1962 in Leningrad; † 2. Juni 2017 in Sankt Petersburg) war ein russischer Balletttänzer und Choreograf. Er wurde besonders bekannt für seine Rekonstruktionen klassischer Ballette und war auf diesem Gebiet ein Pionier.

## Leben
Seit seinem 10. Lebensjahr studierte er an der Waganowa-Ballettakademie bei Vladlen Semenov und machte seinen Abschluss 1980. Im selben Jahr wurde er in der Ballettkompanie des Mariinski-Theaters aufgenommen, wo er 1986 zum Solisten avancierte. Wicharews Tanz wurde als stilvoll bewundert und zeichnete sich durch extrem klar artikulierte Schritte, Akkuratesse und Zurückhaltung der Bewegungen aus.
Er tanzte unter anderem die männlichen Hauptrollen in Balletten wie La Vivandière, La Sylphide, Giselle, Dornröschen, in Bournonvilles Napoli (oder Der Fischer und seine Braut) und Die Naïade und der Fischer (= Ondine), und in Fokines Chopiniana.
Seine erste Arbeit als Choreograf war 1995 das Ballett Leda and the Swan im Theater der Eremitage (Sankt Petersburg). 1997 erarbeitete er mit dem Ballett des Teatro Carlo Felice in Genua die Balletteinlagen der Oper La Gioconda.
Wicharew erkannte irgendwann, dass die berühmten Ballette von Marius Petipa nicht mehr so aufgeführt wurden, wie sie ursprünglich gedacht waren, sondern in stark veränderter Form, und dass es darüber hinaus auch niemanden gab, der das Erbe von Petipa in derselben Weise bewahrte und verteidigte wie dasjenige späterer Choreografen, wie Balanchine oder Fokine. Wicharew war der erste Russe (zusammen mit dem Ballettkritiker Pavel Gershenzon), der 1997 im Auftrage des Mariinski-Balletts an die Harvard University (Massachusetts) reiste, um die Ballettpartituren zu studieren, die etwa zwischen 1890 und 1917 nach der Stepanov-Methode aufgezeichnet worden waren und später in die Sergejew Collection der Harvard University gelangten. Auf der Grundlage dieser Aufzeichnungen begann er, sich mit der Rekonstruktion berühmter Ballette zu beschäftigen. Bestätigt fühlte er sich, als er entdeckte, dass seine eigenen Ergebnisse oft mit dem übereinstimmten, was in England durch einige einst von Nikolai Sergejew (dem ehemaligen Besitzer der Sergejew Collection) mit dem International Ballet inszenierten Ballette überliefert wurde.
Die erste seiner Rekonstruktionen war 1999 Tschaikowskys Dornröschen für das Mariinski-Theater nach der vierstündigen Original-Version von 1890, die (etwas vereinfacht) auch in New York und London gezeigt wurde, und für die er einen Preis von der Jury der Golden Mask Awards erhielt. In Sankt Petersburg selber wurde seine Rekonstruktion jedoch von Tänzern, Coaches, Kritikern und Publikum stark angefeindet.

Ähnlich erging es ihm mit La Bayadère (2000; in Petipas Version von 1900), für das er auch den in Russland seit fast 80 oder 90 Jahren nicht mehr aufgeführten 4. Akt rekonstruierte; seine Version wurde jedoch so sehr abgelehnt, dass sie bald vom Spielplan verschwand, und das Ballett am Mariinski weiterhin in der traditionellen sowjet-russischen Version gegeben wurde.
Von 1999 bis 2006 arbeitete Wicharew als Erster Ballettmeister am Theater von Nowosibirsk, mit Produktionen von Giselle (nach Perrot, Coralli und Petipa), Don Quixote (nach Gorsky und Petipa), sowie Fokines Chopiniana, Le Carnaval und Scheherazade. Außerdem choreografierte er die Tänze in Verdis Oper Aida. 2002 erarbeitete er für Nowosibirsk auch eine Rekonstruktion von Delibes’ Coppélia in der Fassung von Petipa (1894), die mit dem Golden Mask Award als beste Produktion ausgezeichnet wurde.
Nachdem Wicharew auch für seine Rekonstruktion von Drigos Le Réveil de Flore (Mariinski-Theater, 2007) mit dem Golden Mask Award geehrt wurde, bekam er 2008 eine Anfrage von den damaligen Leitern des Bolschoi-Theaters, Alexei Ratmansky und Yuri Burlaka, auch seine „Petipa-Version“ von Coppélia in Moskau auf die Bühne zu bringen.
Im Auftrag von Machar Wasjew, seinem ehemaligen Chef am Mariinski, der mittlerweile das Ballett der Mailänder Scala leitete, erarbeitete Wicharew eine “originale” Raymonda, die ihre Premiere 2011 in Mailand erlebte.
Weitere Rekonstruktionen von Wicharew waren: Pétrouchka von Benois und Fokine (Mariinski-Theater, 2000), und Le Carnaval nach dem Original von Bakst und Fokine von 1910 (Mariinski-Theater, 2008).
Er arbeitete außerdem 2006 mit dem Ballett des National Theaters von Kasachstan zusammen, und 2007 mit dem NBA Ballet in Tokyo, für die er u. a. die Polowetzer Tänze („Polovtsian Dances“) auf die Bühne brachte.
Von 2007 bis 2017 war er Repetiteur am Mariinski-Theater.
Mit dem Ballett des Opernhauses in Jekaterinburg brachte Wicharew 2015 eine neue Choreografie von Hertels La fille mal gardée (2015, nach M. Petipa und Lew Iwanow) heraus. Dies war eine besondere Herausforderung, da die erhaltenen Aufzeichnungen lückenhaft waren, und Wicharew die fehlenden Passagen selber im entsprechenden Stil ergänzen musste.
Sergei Wicharew starb ganz plötzlich im Alter von 55 Jahren am 2. Juni 2017, laut Angaben der New York Times an einem Blutgerinnsel.
Seine letzte Choreografie war eine Rekonstruktion der Petipa-Fassung von Paquita (von Deldevez und Minkus), für die er freie Aufzeichnungen von Y. Krasavin verwendete und die er nicht mehr beenden konnte; das Projekt wurde von Vyacheslav Samodurov fertiggestellt und die Premiere fand 2018 statt, nach Wicharews Tod.

## Auszeichnungen
- Preise bei Internationalen Ballett Wettbewerben in Varna (1980) und in Moskau (1985)
- Sonderpreis (Special Prize) der Golden Mask Jury für Musiktheater (2000)
- Honoured Artist of Russia (2002)
- Golden Mask Award (2008)